# Achthophora alma
Achthophora alma là một loài bọ cánh cứng trong họ Cerambycidae.